# Zurab Zviadauri
Zurab Zviadauri (2 de julho de 1981) é um judoca georgiano. Foi campeão nos Jogos Olímpicos de 2004, em Atenas. É primo do também campeão olímpico Ilias Iliadis.